# Resolução 199 do Conselho de Segurança das Nações Unidas
Resolução 199 do Conselho de Segurança das Nações Unidas, foi aprovada em 30 de dezembro de 1964, solicitou que todos os Estados se abstenham, ou em alguns casos, não intervir nos assuntos internos do Congo e apelou para um cessar-fogo. Depois de aplaudir a Organização da Unidade Africana, o Conselho apelou aos Estados para ajudar na realização dos seus objetivos, na República Democrática do Congo.
Em 9 de dezembro de 1964, a República Democrática do Congo pediu uma reunião do Conselho de Segurança para discutir as intervenções em seus assuntos internos por muitos países. Antes da resolução ser aprovada, uma série de estados africanos foram convidados para discutir o assunto.
Foi aprovada com 10 votos, e uma abstenção da França.